# Diocesi di Osorno

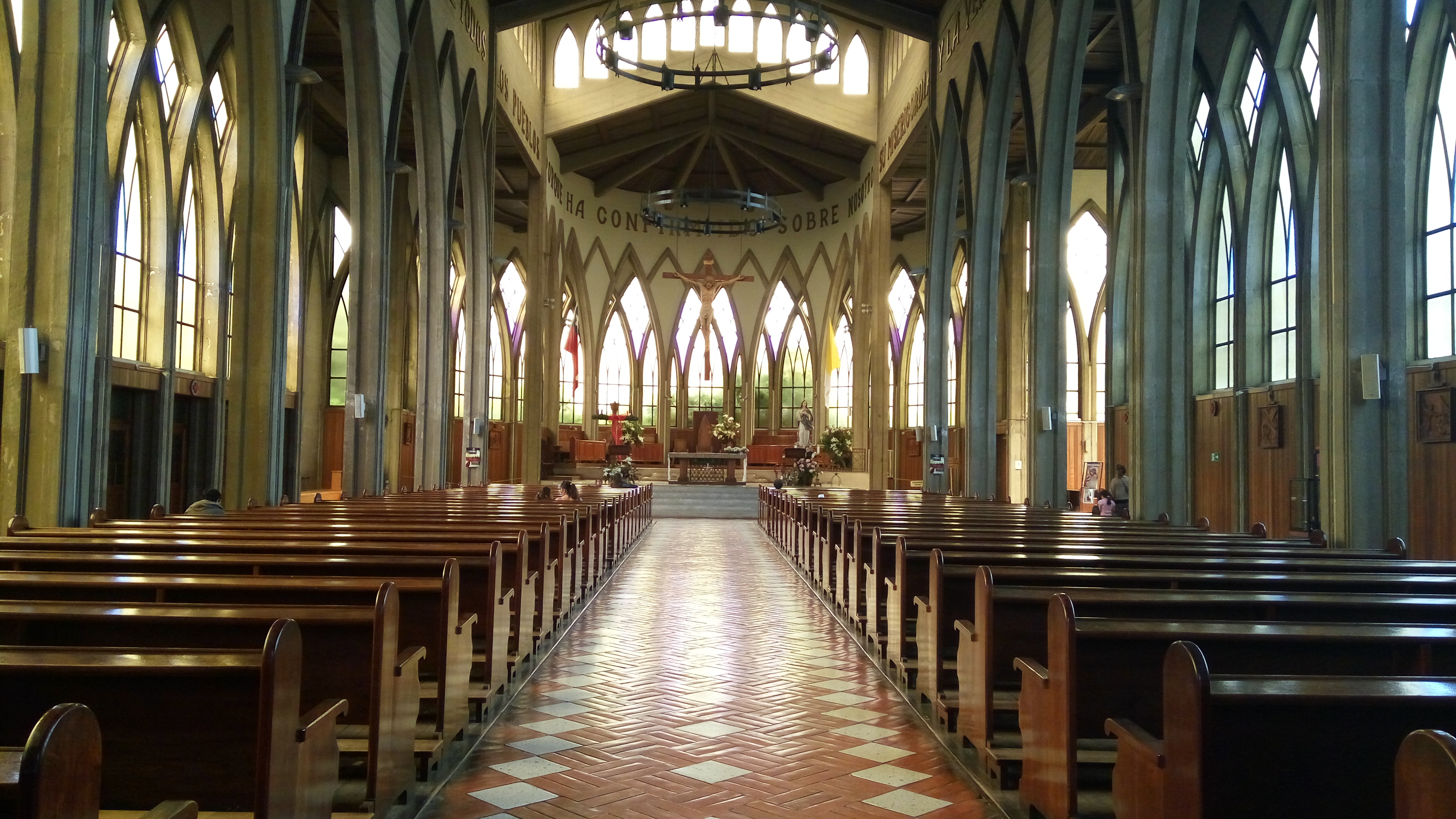
Interno della cattedrale.

La diocesi di Osorno (in latino Dioecesis Osornensis) è una sede della Chiesa cattolica in Cile suffraganea dell'arcidiocesi di Puerto Montt. Nel 2021 contava 136.100 battezzati su 262.640 abitanti. È retta dal vescovo Carlos Alberto Godoy Labraña.

## Territorio
La diocesi comprende la provincia cilena di Osorno nella regione di Los Lagos.
Sede vescovile è la città di Osorno, dove si trova la cattedrale di San Matteo Apostolo.

### Parrocchie
Il territorio si estende su 9.236 km² ed è suddiviso in 22 parrocchie, raggruppate in 4 decanati: Centro, Rahue, Costa e Cordigliera.
Decanato Centro (Osorno)
- Cattedrale San Matteo Apostolo
- Nostra Signora del Carmine
- Sacro Cuore di Gesù
- Maria Regina dei Martiri
- Santa Rosa da Lima

Decanato Rahue (Osorno)
- Nostra Signora di Lourdes
- Gesù Operaio
- Buon Pastore
- San Giuseppe
- San Leopoldo Mandic
- Spirito Santo (Villa Puaucho)

Decanato Costa
- San Bernardino, Missione di Quilacahuín (San Pablo)
- San Giovanni Battista, Missione di San Juan de la Costa
- Nostra Signora della Candelora, San Pablo
- Sacra Famiglia, Río Negro
- San Gioacchino e Sant'Anna, Río Negro
- Cristo Resuscitato, Missione di Cuinco (San Juan de la Costa)

Decanato Cordigliera
- Sant'Agostino, Puerto Octay
- San Giovanni Nepomuceno, Cancura (Osorno)
- San Sebastiano, Purranque
- Nostra Signora di Fátima, Entre Lagos (Puyehue)
- San Pietro Apostolo, Rupanco (Puyehue)

## Storia
La diocesi è stata eretta il 15 novembre 1955 con la bolla Christianorum di papa Pio XII, ricavandone il territorio dalla diocesi di Valdivia e dalla diocesi di Puerto Montt (oggi arcidiocesi).
Originariamente suffraganea dell'arcidiocesi di Concepción, il 10 maggio 1963 è entrata a far parte della nuova provincia ecclesiastica di Puerto Montt.

## Cronotassi dei vescovi
Si omettono i periodi di sede vacante non superiori ai 2 anni o non storicamente accertati.
- Francisco Maximiano Valdés Subercaseaux, O.F.M.Cap. † (20 giugno 1956 - 4 gennaio 1982 deceduto)
- Miguel Caviedes Medina (8 novembre 1982 - 19 febbraio 1994 nominato vescovo di Los Ángeles)
- Alejandro Goić Karmelić (27 ottobre 1994 - 10 luglio 2003 nominato vescovo coadiutore di Rancagua)
- René Osvaldo Rebolledo Salinas (8 maggio 2004 - 14 dicembre 2013 nominato arcivescovo di La Serena)[1]
- Juan de la Cruz Barros Madrid (10 gennaio 2015 - 11 giugno 2018 dimesso)
- Jorge Enrique Concha Cayuqueo, O.F.M. (5 febbraio 2020 - 4 marzo 2023 nominato vescovo di Temuco)[2]
- Carlos Alberto Godoy Labraña, dall'8 settembre 2023

## Statistiche
La diocesi nel 2021 su una popolazione di 262.640 persone contava 136.100 battezzati, corrispondenti al 51,8% del totale.
| anno | popolazione | popolazione | popolazione | presbiteri | presbiteri | presbiteri | presbiteri                | diaconi | religiosi | religiosi | parrocchie |
| anno | battezzati  | totale      | %           | numero     | secolari   | regolari   | battezzati per presbitero | diaconi | uomini    | donne     | parrocchie |
| ---- | ----------- | ----------- | ----------- | ---------- | ---------- | ---------- | ------------------------- | ------- | --------- | --------- | ---------- |
| 1965 | 144.600     | 149.985     | 96,4        | 36         | 6          | 30         | 4.016                     |         | 12        | 48        | 15         |
| 1970 | 115.358     | 158.192     | 72,9        | 46         | 9          | 37         | 2.507                     |         | 39        | 47        | 15         |
| 1976 | 160.000     | 196.000     | 81,6        | 35         | 10         | 25         | 4.571                     |         | 33        | 56        | 19         |
| 1980 | 170.700     | 221.000     | 77,2        | 39         | 12         | 27         | 4.376                     |         | 36        | 51        | 18         |
| 1990 | 218.000     | 231.000     | 94,4        | 41         | 13         | 28         | 5.317                     |         | 36        | 57        | 20         |
| 1999 | 265.000     | 283.000     | 93,6        | 47         | 25         | 22         | 5.638                     | 5       | 30        | 76        | 21         |
| 2000 | 269.000     | 287.000     | 93,7        | 42         | 21         | 21         | 6.404                     | 5       | 28        | 80        | 21         |
| 2001 | 160.232     | 222.082     | 72,1        | 41         | 22         | 19         | 3.908                     | 5       | 30        | 71        | 21         |
| 2002 | 160.232     | 222.082     | 72,1        | 42         | 18         | 24         | 3.815                     | 7       | 29        | 77        | 22         |
| 2003 | 113.159     | 211.509     | 53,5        | 41         | 19         | 22         | 2.759                     | 7       | 27        | 69        | 22         |
| 2004 | 113.159     | 221.509     | 51,1        | 41         | 18         | 23         | 2.759                     | 7       | 26        | 73        | 22         |
| 2013 | 125.000     | 241.000     | 51,9        | 43         | 21         | 22         | 2.906                     | 23      | 28        | 67        | 23         |
| 2016 | 128.636     | 248.076     | 51,9        | 36         | 15         | 21         | 3.573                     | 23      | 26        | 55        | 22         |
| 2019 | 132.490     | 255.515     | 51,9        | 33         | 17         | 16         | 4.014                     | 22      | 20        | 57        | 22         |
| 2021 | 136.100     | 262.640     | 51,8        | 32         | 19         | 13         | 4.253                     | 21      | 15        | 51        | 22         |